# Chim họa mi (phim)
Chim họa mi (tiếng Nga: Овсянки) là một bộ phim tâm lý của đạo diễn Aleksey Fedorchenko, ra mắt lần đầu năm 2010.
Truyện phim dựa theo tiểu thuyết cùng tên của nhà văn Denis Osokin.

## Nội dung
Phim thuật lại câu chuyện của hai người đàn ông tổ chức một đám tang theo nghị lễ truyền thống của người merya.